# Oxyrhachis gracillima
Oxyrhachis gracillima là một loài thực vật có hoa trong họ Hòa thảo. Loài này được (Baker) C.E.Hubb. mô tả khoa học đầu tiên năm 1947.